# Spindizzy
Spindizzy è un videogioco isometrico pubblicato nel 1986 per gli home computer a 8 bit Amstrad CPC, Apple II, Atari 8 bit, Commodore 64, Thomson MO6, Thomson TO7 e ZX Spectrum dalla Electric Dreams Software. Esso comprende elementi dei videogiochi d'azione e dei rompicapo. Il giocatore controlla un oggetto geometrico che scivola su un complesso ambiente tridimensionale.
Il gioco ricevette critiche molto positive da parte della stampa specializzata europea, benché alcuni notarono una certa somiglianza con Marble Madness, uscito nelle sale giochi due anni prima, o con Gyroscope, uscito per computer l'anno prima. Spindizzy ebbe un seguito intitolato Spindizzy Worlds, pubblicato nei primi anni novanta per macchine della successiva generazione.

## Trama
Il gioco ha un aspetto surreale, ma il manuale originale dà una storia introduttiva. Una corporazione ha scoperto in un'altra dimensione un mondo artificiale sospeso nel vuoto, e assegna a un apprendista cartografo il compito di esplorarlo, utilizzando il veicolo remoto GERALD (Geographic Environmental Reconnaissance Land-Mapping Device).

## Modalità di gioco
Spindizzy si svolge in un labirinto di 386 stanze a schermo fisso con vista isometrica inclinata. Le stanze hanno aspetto piastrellato e i pavimenti prendono svariate forme tridimensionali, con rampe, ponti, pendii, e occasionalmente ascensori, trampolini, interruttori, acqua e superfici ghiacciate particolarmente scivolose. Lo scopo è visitare tutte le stanze (il numero di quelle ancora inesplorate è sempre indicato a video) e raccogliere tutte le numerose gemme sparse per lo scenario, prima che si esaurisca il tempo.
Si controlla GERALD, un oggetto rotante, spingendolo nelle otto direzioni sul pavimento, e sentendo fortemente l'effetto dell'inerzia. Con il pulsante di fuoco si può dare un'accelerazione maggiore. Si può sfruttare la velocità per fare brevi salti nel vuoto. Per fermarsi, oltre che spingere in senso contrario, è possibile frenare bruscamente con un apposito tasto, ma questo ha un costo in unità di tempo. Se si precipita nel vuoto sottostante, oppure ci si schianta da un'altezza troppo elevata, GERALD viene rigenerato e ritorna subito in gioco, ma con una penalità di tempo. Ogni gemma raccolta fa aumentare un po' la riserva di tempo.
La forma di GERALD può essere cambiata a volontà durante il gioco, tra una piramide rovesciata, una specie di trottola, e una biglia (secondo MCmicrocomputer 55 ci sarebbero anche differenze di prestazioni tra le tre forme, ma di questo non c'è conferma ufficiale; il manuale ne parla solo come di "stanchezza degli occhi"). Si può ruotare il punto di vista sulla stanza di 90° (una freccia indica l'attuale direzione del nord) e cambiare la combinazione di colori. In ogni momento si può visualizzare una mappa dell'intero labirinto, con le aree già visitate mostrate di un colore diverso.
Non c'è colonna sonora, ma l'edizione statunitense per Commodore 64 ha in più un tema musicale nell'introduzione.

## Sviluppo
Lo sviluppo del titolo fu curato da Paul Shirley, che trasse la propria ispirazione dai titoli isometrici della Ultimate Play The Game e da Marble Madness per le meccaniche. Shirley sostiene che aveva realizzato il motore grafico isometrico prima ancora di aver mai visto Marble Madness, ma che nessuno gli crede mai quando lo dice. Lo sviluppo fu effettuato su Amstrad CPC e poi fu convertito per il Commodore 64 sempre da Shirley, mentre le altre versioni si devono ad altri programmatori. I livelli sono generati tramite script da un interprete interno, in questo modo Shirley riuscì a far stare 386 livelli in 11 kB di memoria.